# Nguyễn Thị Mơ
Nguyễn Thị Mơ (sinh ngày 18 tháng 9 năm 1949) là nhà giáo dục, luật gia người Việt Nam. Bà có học hàm, học vị là Giáo sư, Tiến sĩ ngành Luật, danh hiệu Nhà giáo Nhân dân, nguyên là Ủy viên Hội đồng Lý luận Trung ương Đảng Cộng sản Việt Nam nhiệm kỳ thứ hai, Bí thư Đảng ủy, Hiệu trưởng Trường Đại học Ngoại thương, và là Trọng tài viên Trung tâm Trọng tài Quốc tế Việt Nam. Bà có sự nghiệp chủ yếu xoay quanh giảng dạy, quản lý giáo dục và nghiên cứu về luật học, có nhiều năm học tập ở Liên Xô trước khi trở về Việt Nam, là luật gia, nhà giáo dục nổi tiếng về lĩnh vực pháp luật quốc tế, chuyên ngành luật kinh tế quốc tế, luật thương mại quốc tế.
Nguyễn Thị Mơ có số lượng lớn các công trình khoa học cấp nhà nước, cấp bộ, nghiên cứu và áp dụng pháp luật về kinh tế quốc dân và kinh tế quốc tế, thương mại quốc tế, góp phần hỗ trợ chính sách xây dựng pháp luật và hội nhập quốc tế giai đoạn đầu của Việt Nam.

## Xuất thân và giáo dục
Nguyễn Thị Mơ sinh ngày 18 tháng 9 năm 1949 tại huyện Diễn Châu, tỉnh Nghệ An. Năm 1969, bà được cử sang thủ đô Moskva của Liên Xô để du học ngành Luật bằng tiếng Nga tại Đại học Quốc gia Quan hệ Quốc tế Moskva (MGIMO) rồi tốt nghiệp Cử nhân Luật chuyên ngành Kinh tế quốc tế vào tháng 7 năm 1974. Sau đó, năm 1984, bà trở lại Liên Xô, là nghiên cứu sinh tại Khoa Luật, Đại học Quốc gia Moskva (còn gọi là Đại học Tổng hợp Lômônôxốp – MGU) và nhận bằng Tiến sĩ Luật học vào năm 1987. Trong quá trình công tác, bà từng theo học chuyên ngành quản lý kinh tế thị trường tại Trường Kinh doanh Châu Âu (European University Business School, thuộc Phòng Thương mại Quốc tế) từ năm 1991 và nhận bằng sau đại học năm 1992.

## Sự nghiệp

### Giảng dạy và nghiên cứu
Tháng 9 năm 1974, sau khi tốt nghiệp đại học Liên Xô, Nguyễn Thị Mơ trở về Việt Nam và bắt đầu sự nghiệp, là giảng viên giảng dạy ngành luật tại Khoa Nghiệp vụ, Trường Đại học Ngoại Thương, sau đó gồm cả giảng dạy hệ cử nhân, cao học và hướng dẫn nghiên cứu sinh kết hợp các trường khác như Trường Đại học Luật Hà Nội, Trường Đại học Luật Thành phố Hồ Chí Minh, Đại học Quốc gia Hà Nội. Bà có lĩnh vực chuyên môn là Tư pháp quốc tế, giảng dạy nhiều bộ môn như đại cương ngành luật, pháp luật kinh tế đi sâu và hoạt động kinh tế đối ngoại, đầu tư, doanh nghiệp, định chế và giải quyết tranh chấp thương mại quốc tế, thanh toán quốc tế, Tổ chức Thương mại Thế giới và luật chơi của WTO. Bên cạnh giảng dạy, bà tiến hành nghiên cứu khoa học, viết các bộ sách chuyên khảo, giáo trình, tham khảo ngành luật chủ yếu về pháp luật kinh tế, thương mại quốc tế, tham gia ban soạn thảo các văn bản quy phạm pháp luật trong quá trình Việt Nam gia nhập WTO như Luật Thương mại 2005; đồng thời chủ nhiệm đề tài nghiên cứu khoa học cấp nhà nước, cấp bộ như đề tài Hoàn thiện pháp luật thương mại và hàng hải Việt Nam năm 2001, đăng tải trong các tạp chí uy tín của Việt Nam và nước ngoài.
Năm 1993, Thủ tướng Võ Văn Kiệt quyết định hợp nhất Hội đồng Trọng tài Ngoại thương và Hội đồng Trọng tài Hàng hải, thành lập Trung tâm Trọng tài Quốc tế Việt Nam với thẩm quyền giải quyết các tranh chấp phát sinh từ các quan hệ kinh tế quốc tế như các hợp đồng mua bán ngoại thương, các hợp đồng đầu tư, du lịch, vận tải và bảo hiểm quốc tế, chuyển giao công nghệ, tín dụng và thanh toán quốc tế, và bà trở thành Trọng tài viên VIAC từ đợt đầu tiên. Năm 1996, bà được phong chức danh Phó Giáo sư và trở thành Giáo sư ngành Luật vào năm 2003, bên cạnh đó, bà được tặng danh hiệu Nhà giáo Ưu tú năm 1998, Nhà giáo Nhân dân năm 2006. Bà nghỉ hưu công chức năm 2005, vẫn tiếp tục giảng dạy đại học, sau đại học, hoạt động trong cộng đồng ngành luật, giữ các vị trí như Ủy viên, Thư ký Hội đồng Giáo sư ngành Luật học Việt Nam, thành viên, Chủ tịch các Hội đồng chức danh Giáo sư cấp cơ sở, tiến hành việc xét duyệt chức danh Phó Giáo sư, Giáo sư ngành Luật.

### Quản lý giáo dục
Trong quá trình giảng dạy ở trường Ngoại thương, Nguyễn Thị Mơ là Trưởng Bộ môn Luật thuộc khoa Quản trị kinh doanh, Phó Chủ nhiệm Khoa Kinh tế ngoại thương từ năm 1988. Năm 1993, bà nhậm chức Trưởng phòng Quản lý khoa học và Hợp tác quốc tế, trở thành Phó Hiệu trưởng năm 1994, và sau đó được bầu làm Bí thư Đảng ủy, được bổ nhiệm làm Hiệu trưởng Trường Đại học Ngoại thương vào năm 1998 và giữ vị trí này cho đến khi nghỉ hưu năm 2005. Trong trường, bà đồng thời là Tổng biên tập Tạp chí Kinh tế đối ngoại từ khi được thành lập và giai đoạn 2002–11, nay là Tạp chí Quản lý và Kinh tế quốc tế (tên quốc tế: Journal of International Economics and Management). Trong nhiệm kỳ quản lý đại học, bà đã lãnh đạo một cách nghiêm túc đội ngũ nhân sự, phát triển trường theo xu hướng tiếp cận và hội nhập kinh tế quốc tế cùng thời kỳ Việt Nam gia nhập WTO, hợp tác và liên kết việc giáo dục với các trường quốc tế. Bà được Chính phủ Pháp trao tặng Huân chương Quốc công nước Pháp năm 2007 vì những đóng góp cho quan hệ ngoại giao và giáo dục đại học giữa Việt Nam và Pháp. Sau khi nghỉ hưu, bà tiếp tục đóng góp cho công tác giáo dục của trường, đã đưa ra nhiều ý kiến trong những vấn đề sai phạm ở công tác quản lý Ngoại thương tại các cuộc điều tra sau đó.
Về chính trị, bà là Đảng viên Đảng Cộng sản Việt Nam, được Bộ Chính trị, Ban Bí thư phân công làm Ủy viên Hội đồng Lý luận Trung ương Đảng Cộng sản Việt Nam nhiệm kỳ thứ hai, giai đoạn 2001 – 2005 do Nguyễn Phú Trọng làm Chủ tịch, tham gia tham mưu cho Đảng Cộng sản Việt Nam các vấn đề lý luận chính trị và pháp luật.

## Công trình khoa học
Nguyễn Thị Mơ có nhiều công trình khoa học gồm sách, bài báo khoa học, đề tài nghiên cứu khoa học cấp bộ, cấp Nhà nước về ngành luật, có thể kể đến các công trình là:

### Đề tài khoa học
- Nguyễn Thị Mơ (chủ nhiệm, 2001). Đề tài cấp Nhà nước: Hoàn thiện pháp luật thương mại và hàng hải Việt Nam.
- Nguyễn Thị Mơ (chủ nhiệm, 2001). Đề tài cấp Bộ Thương mại: Chính sách xuất nhập khẩu của Hoa Kỳ và giải pháp đẩy mạnh xuất khẩu của Việt Nam.
- Nguyễn Thị Mơ (chủ nhiệm, 2003). Đề tài cấp Bộ Giáo dục và Đào tạo: WTO với mục tiêu thiết lập cơ chế pháp luật thương mại toàn cầu.
- Nguyễn Thị Mơ (chủ nhiệm, 2004). Đề tài cấp Bộ Khoa học và Công nghệ: Luận cứ khoa học để xây dựng chiến lược xuất khẩu sang EU.
- Nguyễn Thị Mơ (chủ nhiệm, 2004). Đề tài cấp Bộ: Lựa chọn giải pháp để Việt Nam mở cửa dịch vụ thương mại.
- Nguyễn Thị Mơ (chủ nhiệm, 2005). Đề tài cấp Bộ: Sửa đổi Luật Thương mại Việt Nam năm 1997.
- Nguyễn Thị Mơ (chủ nhiệm, 2006). Đề tài cấp Bộ: Những vấn đề pháp lý về giao kết hợp đồng điện tử.
- Nguyễn Thị Mơ (chủ nhiệm, 2007). Đề tài cấp Bộ: Luật hợp đồng thương mại – Những chế định cơ bản thiết lập môi trường kinh doanh cho doanh nghiệp.
- Nguyễn Thị Mơ (chủ nhiệm, 2008). Đề tài cấp Bộ: Dịch vụ chứng thực chữ ký điện tử – Kinh nghiệm các nước và giải pháp thực hiện ở Việt Nam.

### Sách, tạp chí
- Nguyễn Thị Mơ; Hoàng Ngọc Thiết (1994). Giáo trình Pháp luật trong hoạt động Kinh tế đối ngoại.[18]
- Nguyễn Thị Mơ; Hoàng Ngọc Thiết (1995). Giáo trình Pháp lý đại cương.[19]
- Nguyễn Thị Mơ (2001). Đẩy mạnh xuất khẩu hàng hóa sang thị trường Hoa Kỳ trong điều kiện thực hiện Hiệp định Thương mại Việt Nam – Hoa Kỳ.
- Nguyễn Thị Mơ (2002). Hoàn thiện Luật Thương mại và Hàng hải Việt Nam đáp ứng yêu cầu hội nhập kinh tế quốc tế.[20]
- Nguyễn Thị Mơ (2003). Thương mại Việt Nam trong quá trình hội nhập kinh tế quốc tế.[21]
- Nguyễn Thị Mơ (2005). Sửa đổi Luật Thương mại Việt Nam năm 1997 phù hợp với pháp luật và tập quán thương mại quốc tế.[22]
- Nguyễn Thị Mơ (2005). Lựa chọn bước đi và giải pháp mở cửa thị trường dịch vụ Việt Nam.[23]
- Nguyễn Thị Mơ (2006). Cẩm nang pháp lý về hợp đồng điện tử.
- Đào Trí Úc; Nguyễn Thị Mơ (2014). Các thiết chế hiến định độc lập.[24]

## Giải thưởng
Trong sự nghiệp của mình, Nguyễn Thị Mơ đã được giao các giải thưởng như:
- Huân chương Lao động hạng Ba, 2000;
- Huân chương Quốc công nước Cộng hòa Pháp, 2007;
- Danh hiệu Chiến sĩ Thi đua Toàn quốc 10 năm đổi mới, 2000;
- Huy chương Vì sự nghiệp Giáo dục của Bộ Giáo dục và Đào tạo, 1996;
- Huy chương Vì Sự nghiệp Thương mại của Bộ Thương mại, 2006;